# Pladekontrakt
En pladekontrakt er en forpligtigende skriftlig aftale mellem en musikalsk kunstner (solist eller band) og et pladeselskab. Mange musikere bestræber sig efter at få en pladekontrakt, mens andre foretrækker at forblive ukendte eller underground. Musikere kan enten selv opsøge at få en kontrakt med en demo, eller de kan blive spottet.